# The Velvet Underground & Nico
The Velvet Underground & Nico este albumul de debut al trupei americane de muzică rock, The Velvet Underground în colaborare cu vocalista Nico. A fost lansat în martie 1967 prin Verve Records. Înregistrat în 1966 în timpul turneului Exploding Plastic Inevitable al lui Andy Warhol, The Velvet Underground & Nico, a devenit celebru datorită conținutului său experimental dar și a unor subiecte controversate abordate de formație pe album. 
Deși aproape ignorat la momentul apariției, albumul a devenit de atunci unul dintre cele mai influente și de succes materiale rock din istorie fiind clasat pe locul 13 în Lista celor mai bune 500 de albume ale tuturor timpurilor stabilită de revista Rolling Stone. 

## Tracklist
1. "Sunday Morning" (Reed, Cale) (2:54)
2. "I'm Waiting for the Man" (4:39)
3. "Femme Fatale" (2:38)
4. "Venus in Furs" (5:12)
5. "Run Run Run" (4:22)
6. "All Tomorrow's Parties" (6:00)
7. "Heroin" (7:12)
8. "There She Goes Again" (2:41)
9. "I'll Be Your Mirror" (2:14)
10. "The Black Angel's Death Song" (Reed, Cale) (3:11)
11. "European Son" (Reed, Cale, Morrison, Tucker) (7:46)

- Toate cântecele au fost scrise de Lou Reed cu excepția celor notate.

## Single-uri
- "All Tomorrow's Parties" (1966)
- "Sunday Morning" (1966)

## Componență
- John Cale - violă electrică, pian, chitară bas, voce de fundal
- Sterling Morrison - chitară solo și ritmică, chitară bas, voce de fundal
- Nico - chanteusă, solistă vocală pe "Femme Fatale", "All Tomorrow's Parties" și "I'll Be Your Mirror", voce de fundal pe "Sunday Morning"
- Lou Reed - voce, chitară
- Maureen Tucker - percuție